# Klokovec
Klokovec es una localidad de Croacia situada en el municipio de Krapinske Toplice, en el condado de Krapina-Zagorje. Según el censo de 2021, tiene una población de 740 habitantes.